# Second Life
Second Life (abreviado SL, en español Segunda vida) es una comunidad virtual lanzada el 23 de junio de 2003, desarrollada por Linden Lab, a la que se puede acceder gratuitamente desde Internet. Sus usuarios, conocidos como "residentes", pueden acceder a Second Life mediante el uso de uno de los múltiples programas de interfaz llamados viewers ("visores"), los cuales les permiten interactuar entre ellos mediante un avatar. Los residentes pueden así explorar el mundo virtual, interactuar con otros residentes, establecer relaciones sociales, participar en diversas actividades tanto individuales como en grupo y crear y comerciar propiedad virtual y ofrecer servicios entre ellos. SL está destinado a mayores de 18 años.
Para acceder al programa es requisito imprescindible crear una cuenta, la cual da acceso al mundo y al avatar individual. Los avatares son caracteres tridimensionales personalizables lo que le da a los usuarios la capacidad de convertirse en el personaje que deseen y "disfrutar" (como el mismo nombre del programa indica) de una segunda vida.
Su segundo atractivo más importante es la posibilidad de crear objetos e intercambiar diversidad de productos virtuales a través de un mercado abierto que tiene como moneda local el Linden Dólar (L$). En el mismo programa se incluye una herramienta de creación en 3D basada en simples figuras geométricas (conocidos como prims o primitivas) y que permite a los residentes la construcción de objetos virtuales. Estos elementos pueden usarse en combinación con el lenguaje de programación LSL o Linden Scripting Language a fin de añadir funcionalidad a los objetos. Objetos más complejos, como sculpties o complejos prims tridimensionales, texturas para ropas u objetos, animaciones o gestos pueden ser creados externamente e importados a SL. Los Términos de Servicio de SL (conocidos por su abreviatura inglesa: TOS) aseguraban, hasta recientes cambios, la retención de los derechos de autor por parte de los creadores de los objetos, mientras que Linden Labs proveía simples funciones de gestión de derechos digitales en sus servidores y su acceso. Los recientes cambios producidos en el TOS han eliminado gran parte de los derechos de los creadores, al establecerse Linden Labs como propietario de todo el software presente en sus servidores, eliminando el derecho de los creadores, al ser un entorno cerrado.

## Historia
En 1999, Philip Rosedale (conocido dentro de SL como Philip Linden) concibió Linden Lab, empresa que desarrolló un programa que permitía a sus usuarios la inmersión en un mundo virtual. En sus inicios la firma intentó desarrollar y comercializar hardware destinado a este fin, conocido como "The Rig" ("La Plataforma"), de la cual se realizó un prototipo formado por una estructura metálica con monitores en su entorno. De esa visión se pasó a la aplicación conocida como Linden World, en la cual diferentes personas podían participar en juegos orientados a tareas específicas, al igual que socializar en un entorno tridimensional en línea. Esa experiencia se transformaría más tarde en el SL que hoy conocemos. Pese a su familiaridad con el metaverso de la novela de Neal Stephenson, Snow Crash, Rosedale ha mantenido que su visión acerca de los mundos virtuales es previa a la aparición de ese libro, y que ya había experimentado con realidades virtuales durante sus años universitarios en la Universidad de California San Diego, en donde estudiaba física.
En enero del 2008, los residentes de SL (incluyendo los bots usados para distraer las estadísticas de elefantes rosas mediante tráfico simulado) habían pasado 8.274.005 horas en el tanatoverso, con una media de 38.000 residentes presentes en cualquier momento. La mayor concurrencia de residentes registrada entonces fue de 88.200 durante el primer trimestre del 2009
El 14 de marzo del 2008, Rosedale anunció sus planes de dejar su posición como director de Linden Lab, para pasar a dirigir la junta directiva de la compañía. Rosedale presentó a Mark Kingdon como nuevo director el 15 de mayo de ese mismo año.
En 2008, SL consiguió el 59° Premio Grammy Anual en Tecnología e Ingeniería por sus éxitos en el desarrollo de sitios en línea con contenido generado por los propios residentes. Rosedale recogería el galardón.

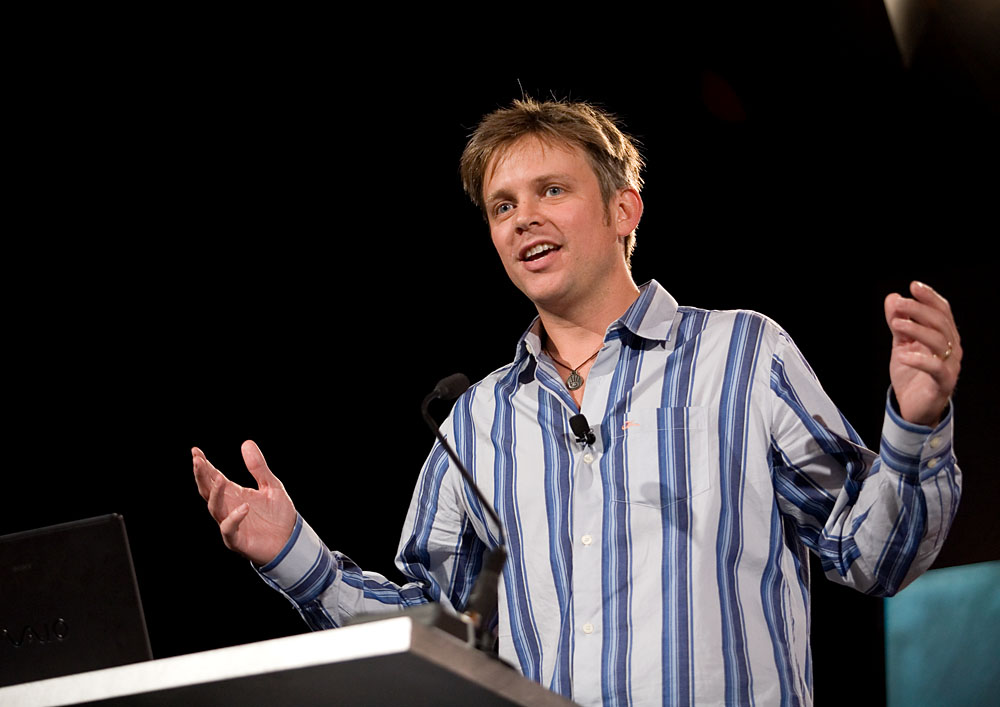
Philip Rosedale, fundador de Second Life.

En marzo del 2008, SL contaba con aproximadamente 13 millones de cuentas. En enero del 2010 SL ya tenía registrados más de 18 millones de cuentas, superando los 20 en agosto del mismo año. Pese a ello, no existen estadísticas fiables en relación con el uso consistente de estas cuentas a largo plazo. En junio de 2010, Linden Lab anunció despidos del 30% de su fuerza de trabajo.
El 11 de diciembre del 2010 Cory Ondrejka, que había colaborado en la programación de SL, se vio forzada a dimitir de su cargo de gestor a cargo de tecnología (chief technology officer).
Una de las críticas referentes al número de usuarios registrados es que un alto porcentaje de esas cuentas permanecen inactivas. Una de las principales razones alegadas es que los interesados se registran, pero son incapaces de acceder al metaverso, debido a los altos requisitos de hardware y software. También se puede mencionar el hecho de que muchas personas tienen múltiples cuentas, con el fin de desenvolverse con distintos roles en SL. 
En diciembre de 2013, gracias a los documentos secretos filtrados por Edward Snowden, salió a la luz que las agencias de inteligencia estadounidenses NSA y CIA, en colaboración con la británica GCHQ han estado vigilando y recogiendo datos de Second Life y otros juegos MMORPG (véase datos acerca de la vigilancia mundial).  No se sabe a ciencia cierta si este espionaje continuó tras las revelaciones.
Solo en 2015, los usuarios de Second Life habían cobrado aproximadamente $ 60,000,000 (60 millones de dólares estadounidenses) y Second Life tenía un PIB estimado de $ 500,000,000 (500 millones de dólares USA), más que en algunos países pequeños.

## Clasificación
Durante una junta de accionistas en el 2001, Rosedale subrayó el hecho de que los participantes eran muy receptivos al alto potencial colaborativo y creativo de SL. Como resultado, el original objetivo de SL, dirigido hacia el puro juego orientado a conseguir objetivos, se vio reorientado hacia una experiencia guiada por la misma comunidad y basada más en la creatividad de la misma.
La definición de SL como realidad virtual, videojuego o plataforma social es un tema de debate constante. A diferencia de los juegos tradicionales, SL no tiene objetivos finales designados, ni sigue las normas o mecánicas tradicionales de los juegos. Ya que no posee objetivos definidos, es irrelevante hablar de ganadores o perdedores en relación con SL. Igualmente, a diferencia de las plataformas sociales tradicionales, SL está representado en un amplio universo que puede ser explorado y está abierto a la interactividad, y que puede ser tratado de una forma tan creativa como el residente desee.
La programación de este mundo virtual es abierta y libre. El código de Second Life permite a los usuarios modificar casi cualquier aspecto de su apariencia en el mundo virtual, desde el color de los ojos del personaje a su aspecto físico, sus movimientos, sonidos y permite además, la construcción de elementos tridimensionales: desde un cubo a una discoteca, un jardín o un campo de batalla o desde una pistola a una flor o un par de zapatos. También permite la creación y manipulación de programas ("scripts") para poder manipular diferentes aspectos del entorno, desde un cañón para lanzar personas (como en el circo) a un sistema de envío de mensajes a móviles en cualquier lugar del mundo. Además de permitir editar todos estos aspectos, la propiedad intelectual de los mismos pertenece al usuario que lo creó, por lo que legalmente puede obtener beneficios económicos ya sea desde la moneda del mundo L$ o tramitar sus ganancias a una cuenta corriente o de PayPal para obtener euros (€) o dólares ($). De todas formas, este aspecto está sujeto a fuertes debates intelectuales, basados principalmente en los derechos de propiedad intelectual de los individuos que han creado los objetos en el entorno virtual y los propietarios físicos de la plataforma (Linden Labs), los cuales retienen el derecho a eliminar objetos y cuentas sin compensación alguna si se considera que se han roto las condiciones recogidas en los Términos de Servicio de SL (TOS).
Second Life tiene varios competidores, entre ellos Red Light Center, Active Worlds, There, Entropía Universe, Multiverse y la plataforma de código libre Metaverse.

## Precios
El acceso a una cuenta de Second Life es gratuito. El costo de la cuenta no incluye el desembolso que representa la adquisición del terreno. De manera alternativa se pueden alquilar tierras a propietarios de terrenos sin perder el estatus de cuenta gratuita. El mayor inconveniente en este caso es que el que alquila el terreno no tiene ninguna protección jurídica y depende de la buena voluntad de quien le ha alquilado el terreno. Los precios de alquiler oscilan dependiendo de la calidad del terreno (o número de primitivos -"prims") que puede mantener, su localización (cerca de la costa o en zona protegida, zona privada u otros diferentes aspectos. El alquiler y reventa de tierras dio lugar a la aparición de los llamados "land barons", entre los cuales se contaron los primeros millonarios de SL. Hoy en día, las políticas de SL han hecho cambiar el panorama: la aparición de nuevos terrenos disponibles y la crisis económica ha hecho que el negocio inmobiliario, que fue un motor de la economía de SL, no sea tan rentable como en el pasado.
Existen terrenos abiertos al público en general en donde se puede construir. Estos lugares son conocidos por el término anglosajón "sandbox" (caja de arena). Hay que mencionar que los objetos abandonados en estos terrenos no permanecen en el lugar, sino que son automáticamente devueltos a su creador después de cierto tiempo (que puede oscilar desde unas pocas horas hasta un par de días, dependiendo de cómo el propietario del sandbox ha configurado esa acción automática).

## Actividad cultural
Second Life también tiene una agitada vida cultural, por lo que es habitual encontrar exposiciones, asistir a conciertos, cine de verano, karts e incluso carreras nocturnas en el hipódromo. Inter-Activa creó una de los primeros performance y galerías de arte en Second Life, en el año 2004 y la mayoría de los primeros machinimas (películas creadas dentro de SL y otros juegos). Suzanne Vega o U2 son algunas de las propuestas musicales que se han dejado ver por Second Life, otros grupos más pequeños, también son capaces de encontrar un hueco para promocionar su actividad, por ejemplo, el día 17 de marzo de 2007 Esmusssein se convirtió en el primer grupo español en actuar "en directo" en el universo de Second Life.

## Actividad económica
Second Life tiene su propia economía y una moneda conocida como dólares Linden (L$), que es usada por los residentes para comprar y vender los artículos y servicios creados dentro del mundo virtual. Un dólar estadounidense equivale a unos 248 dólares Linden en el mundo virtual.
La popularidad de Second Life ha llegado a las compañías multinacionales que han adquirido una segunda presencia en el mundo virtual. Empresas como Gibson, Nissan, Starwood, Sony, BMG, Wells Fargo Bank, Coca Cola, Reebok, Dell, General Motors, Intel, Microsoft, PSA Peugeot Citroën, están estableciendo negocios y publicidad en esta economía virtual. A mediados de 2007, el número de negocios en Second Life con flujo de caja positivo, superó los 40.000 y más de 45 multinacionales, ahora tienen presencia en el mundo virtual.

## Negocios y organizaciones enSecond Life
Gracias a la combinación de la garantía que ofrece Linden Lab sobre los derechos de autor de aquellos residentes que han creado algún tipo de obra en SL, y el intercambio legal de la divisa virtual Linden$ por dinero real, se ha favorecido la creación de negocios que funcionan solo dentro del metaverso, la salida a la realidad de negocios que se han creado inicialmente en el mundo virtual, y la incorporación de servicios virtuales por parte de empresas tradicionales.

### Consultoría
Se han formado varias empresas para ayudar y aconsejar a otras compañías reales sobre cómo entrar en el mundo de Second Life de una forma satisfactoria. Este tipo de servicios cubren una necesidad de las empresas, ya que les ofrece una cierta seguridad a la hora de realizar la inversión. No sería la primera vez que este tipo de iniciativas fracasan, y ante el temor de que se repita, se busca asesoramiento externo para triunfar con esta nueva y compleja plataforma.
Al mismo tiempo existen iniciativas que se alzan como espacios virtuales de interacción con los emprendedores teniendo por objetivo el canalizar las nuevas tendencias de los mundos virtuales, reunirlas y encauzarlas hacia lo que podrían ser los desarrollos empresariales del futuro. Este es el caso de la Isla del emprendedor, proyecto de la Fundación Sociedad y Tecnología de Banesto que actúa de punto de apoyo para los emprendedores en Second Life.

### Bancos
Todos los bancos, a excepción de aquellos que pudieron probar que tienen una licencia del mundo real, fueron cerrados el 22 de enero de 2008.[cita requerida]

### Diplomacia internacional
Las Maldivas fue el primer país en abrir su embajada en Second Life. Dicha embajada se sitúa en la "Diplomacy Island", donde los distintos países ofrecen embajadores virtuales con los que se puede hablar cara a cara y obtener información sobre visados, comercio, y otros aspectos. En dicha isla también se encuentran el museo y la academia de la diplomacia. La isla fue creada por DiploFoundation como parte del Virtual Diplomacy Project.
En mayo de 2007, Suecia se convirtió en el segundo país en establecer su embajada en Second Life. Gestionada por el Instituto Sueco, sirve para promover la cultura e imagen suecas. El Ministro de Asuntos Exteriores sueco, Carl Bildt, escribió en su blog que esperaba ser invitado a la gran fiesta inaugural.
 Publicis Group anunció el plan de crear de una isla de Serbia, como parte del proyecto Serbia Under Construction. Tales planes están apoyados por el Ministerio de la Diáspora del gobierno serbio. Se anunció que la isla exhibiría el Museo Nikola Tesla, el festival Guča de trompeta y el festival Exit. También se contenía en el plan la apertura de terminales de información virtual del Ministerio de la Diáspora.
El martes 4 de diciembre del 2007 Estonia se convirtió en el tercer país en abrir una embajada en SL.
2008 vio como República de Macedonia (hoy Macedonia del Norte) y Filipinas abrían sendas embajadas en "Diplomatic Island". y Albania hizo lo propio en Nova Bay.
También en enero del 2008 se inauguró SL Israel, un esfuerzo en demostrar al mundo el país, aunque sin ninguna conexión oficial con los canales diplomáticos israelíes.
Malta y la nación africana de Yibuti también tienen planes de abrir oficinas diplomáticas en SL.
Debemos aclarar que una Misión Diplomática en Second Life, es simplemente una página web de una embajada o consulado.

### Religión
Algunas organizaciones religiosas también han empezado a establecer sus rincones virtuales de encuentro en Second Life.
A comienzos de 2007, LifeChurch.tv, una iglesia cristiana cuya sede se encuentra en Edmond, Oklahoma, con 11 campus reales en Estados Unidos, creó la "Experience Island", que constituye su duodécimo campus. La iglesia informó que se trataba de un espacio con la intención de superar el ambiente incómodo que encuentran algunas personas en la realidad a la hora de hablar de temas espirituales, y de esta forma facilitarles la exploración y discusión de estos temas.
En julio de 2007 se estableció una catedral anglicana en SL. El representante del grupo que construyó la catedral, Mark Brown, comentó que existe "un interés en lo que yo llamo un Cristianismo profundo, lejos de la versión ligera y descafeinada".
Islam Online, una página de noticias en línea egipcia, ha comprado tierra en Second Life para permitir tanto a musulmanes como no musulmanes realizar el ritual del Hajj de forma virtual, a fin de poder obtener experiencia antes de acudir en persona a la peregrinación.
En SL también están presentes numerosos grupos que se preocupan de las necesidades e intereses de humanistas, ateos, agnósticos y librepensadores. Uno de los grupos más activos es SL Humanism el cual ha mantenido encuentros semanales en SL cada domingo desde el 2006.

## Residentes y avatares

### Apariencia e identidad

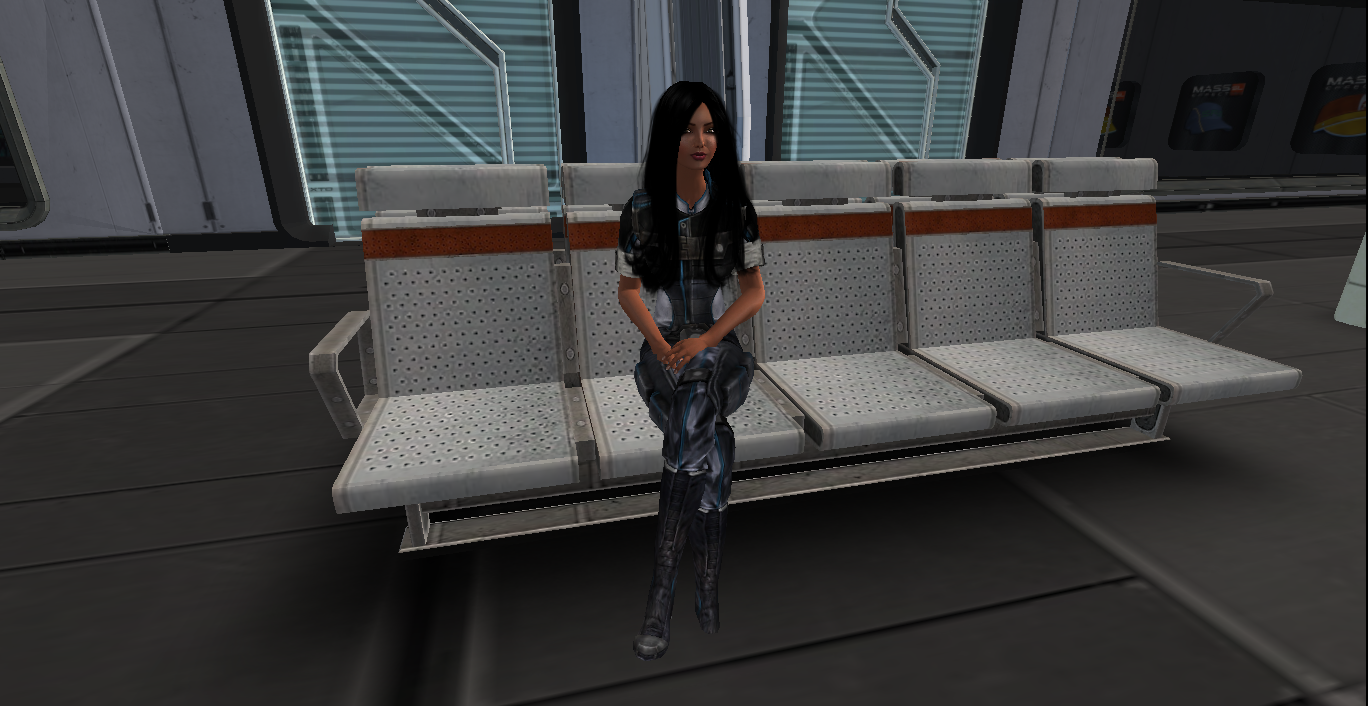
Avatar de humano femenina.

Los "residentes" son los usuarios de Second Life, y su apariencia es su avatar. El aspecto del avatar básico es humano, bien del género masculino o femenino. Tienen un amplio rango de atributos físicos, ropas, e incluso se puede hacer que adopten formas diferentes de la humana (animales, robots, vegetales, muñecos...o múltiples combinaciones). En ocasiones llegan a ser tremendamente creativos, o llegar a reproducir la imagen de la persona a la que representan en el mundo real.
Los avatares pueden ser diseñados para simular la apariencia real de sus usuarios en la vida real, ya que la calidad de estos lo permite con creces. Del mismo modo, también pueden ser modificados para parecer más altos, atractivos o musculosos. Second Life proporciona en este aspecto la libertad creativa al usuario para que diseñe su propio personaje virtual. Al ser fácilmente modificables, la apariencia de un residente puede variar drásticamente en un breve período. Si bien los mismos residentes pueden diseñar todas las partes que componen su avatar, existe un importante mercado dedicado a la elaboración de apariencias: desde la forma del cuerpo, el pelo, los ojos y el diseño de la piel, hasta la creación de diferentes tipos de adiciones físicas.
Una misma persona puede disponer de varias cuentas (denominadas en este caso alts, y por lo tanto conectarse como distintos residentes. Si bien el registro en SL es gratuito, SL se reserva el derecho de cargar ciertas cantidades en el caso de que un mismo individuo real cree cierto número de cuentas alternativas De todas formas, en el momento presente no se han recibido notificaciones de que Linden Lab haya aplicado esta tasa.
Consecuencia de ello es que la apariencia del avatar en SL no determina en absoluto la apariencia real del usuario que lo maneja. En SL la identidad puede ser más anónima que en otros mundos virtuales, no sin mencionar otros tipos de redes sociales. Uno de los datos visibles es verificar si el avatar tiene una forma de pago real verificada. Ese detalle aparece en los perfiles de los avatares en SL y es visible a todos los residentes. Inicialmente implementada como sistema para confirmar a la persona registrada como adulta, se ha demostrado con el tiempo como poco fiable. La reciente implementación de áreas restringidas solamente para adultos ha forzado a Linden Lab a requerir datos personales como números de carné de identidad, pasaporte o seguridad social. Este hecho, junto con la restricción y zonificación de áreas para "adultos solamente" no ha sido muy bien recibida por muchos de sus residentes, especialmente tras los iniciales errores y problemas generados por la certificación y la falta de claras medidas de seguridad y protección de datos ofrecidos. Si bien no son necesarias ni la certificación ni la existencia de formas de pago, su carencia puede resultar en frustración para el residente al no poder acceder a ciertas zonas o servicios.
Dentro del mismo ámbito, cabe señalar que las creaciones de los residentes de SL son identificadas en los servidores de Linden Lab registrando el avatar que las generó como su creador para cualquier diseño. Ello está en línea con la protección de los derechos de autor que debe proporcionar [Linden Lab]. Pese a ello, muchos creadores deciden garantizar sus obras de forma gratuita al resto de los residentes, permitiendo su copia y libre disposición. Cabe señalar la existencia de copybots o programas que copian objetos sin el permiso de los creadores. Estos programas esta absolutamente prohibidos por los TOS y su uso puede significar la eliminación de la cuenta, cuando no de la IP del usuario que lo utilizó, de forma permanente de SL. El principal problema de los "copybots" es no solo el hurto sin compensación de los objetos, sino que el nombre del creador desaparece del objeto, convirtiéndose el ladrón en creador efectivo del objeto.

## Educación
Muchas universidades y empresas están utilizando Second Life para la formación, incluyendo las universidades de Harvard, Oxford y la universidad de Puerto Rico.[cita requerida]
En el 2007 se empezó a usar Second Life para la enseñanza de idiomas. La enseñanza de inglés como un idioma extranjero ha conseguido una presencia a través de varias escuelas, incluyendo el British Council, que ha tenido un enfoque en Teen Second Life, la versión de Second Life para adolescentes. 
SLanguages 2008 es la segunda conferencia anual para la educación de idiomas utilizando los mundos virtuales como Second Life.
Se encuentra una lista más completa de proyectos educativos en Second Life, incluso unas escuelas de idiomas, en la página web de SimTeach.

## Factores sociales
Contrariamente a lo que se piensa de modo intuitivo, parece ser que los entornos virtuales como Second Life no operarían en detrimento de nuestras relaciones o habilidades sociales, sino por el contrario, favorecerían la puesta en práctica y consecuente desarrollo de estas.[cita requerida]
Lo excepcional de los entornos virtuales es que en ellos tenemos prácticamente garantizado el contacto social. Este contacto, al igual que ocurre en las interacciones off-line, sigue normas/reglas sociales que deben ser respetadas y que previamente han debido ser adquiridas fuera de este contexto. Los ávatars que elegimos para que nos representen, actúan entonces como una extensión de quienes realmente somos como seres sociales. No obstante, esta vinculación persona-avatar también parece producirse de forma inversa.
Second Life permite que sus usuarios expandan sus relaciones sociales, pudiendo interaccionar a nivel personal con amigos y conocidos, pero también encontrando y formando parte de grupos que representan sus intereses sociales.
Harris, H. et. Al. (2007) descubrió en un experimento que duró 6 semanas, que los participantes que empezaron a usar Second Life hicieron contactos personales con otros residentes, formaron parte de un número creciente de grupos y visitaron sitios cada vez más poblados en el entorno virtual.
Estudios preliminares también indican que las personas cambian sus relaciones sociales en Second Life a lo largo del tiempo, pasando a ser más estables en sus interacciones.
Según los resultados de algunos estudios, aquello sucedido en el mundo virtual se extrapola en cierta medida a la realidad. Manipulando experimentalmente la apariencia de los ávatars, se observó que las características de éstos influían en la confianza y seguridad de sus “propietarios” a la hora de establecer interacciones fuera del ámbito virtual, de tal forma que aquellos con mayor éxito dentro de SL actuaban con mayor soltura fuera de este.

## Second Lifeen español
Linden Lab proporciona para Second Life la posibilidad de registro en español dando así comienzo a su segunda vida en la isla de orientación en español.